# 栄昌寺 (沼津市)
栄昌寺（えいしょうじ）は、静岡県沼津市大諏訪にある日蓮宗の寺院。山号は妙秀山。旧本山は玉沢妙法華寺、境師法縁(清和会)。

## 歴史
慶長5年（1600年）珠光院日宝（松野永精寺19世）を開山に創建された草庵が起源。享保2年（1717年）客殿が建立された。明和3年（1766年）仏像が奉安され、享和3年（1803年）庫裏が建立された。明治9年（1876年）境内に有斐館（沼津市立片浜小学校の前身）が置かれた。現在の本堂は明治39年（1906年）に建立されたもの。

## 参考資料
- 日蓮宗寺院大鑑編集委員会『宗祖第七百遠忌記念出版 日蓮宗寺院大鑑』大本山池上本門寺 (1981年)